# 东安福胡同
39°54′18″N 116°22′46″E / 39.90508°N 116.37949°E
东安福胡同是位于中国北京市西城区东部的一条胡同。

## 简介
东安福胡同位于西长安街西段南侧、北新华街北口内西侧，呈东西走向。东起石碑胡同，西到北新华街。明朝称“安富胡同”或“安福胡同”。1914年，开辟北新华街，并以该街为界，将安福胡同分为东、西两段。因为此段在东，1965年定名为“东安福胡同”。西段则定名为西安福胡同。
清朝辟“回回营”，又称“回子营”，邻近南海宝月楼（今新华门）。《日下旧闻考》卷七十一载：香妃的五叔与堂兄等人配合清军平定新疆回部有功，“乾隆二十五年奉旨授白和卓为回子佐领，以投诚回众编为一佐领，于西长安街路南设回回营一所居之”，“内设办事房，以内府官董其事”。香妃获乾隆帝宠爱，为解香妃的思乡之苦，后来在瀛台以南兴建宝月楼，与回回营隔街相对。乾隆帝《御制宝月楼诗》云：“鳞次居回部，安西系远情。”下注：“墙外西长安街内属回人，衡宇相望，人称回子营。”（见《日下旧闻考》卷二十三）。乾隆二十九年（1764年），在回回营兴建了礼拜寺。
东安福胡同两侧均为平房住宅。回回营礼拜寺的汉白玉雕花拱门原来坐南朝北，正对宝月楼（今新华门），在袁世凯当政时期，改造府前街（今西长安街）时，将该门拆除迁移至东安福胡同北侧，并改为坐北朝南。
1918年成立的安福俱乐部因设在安福胡同内的梁建章宅而得名。其原址位于今东安福胡同内。
2009年，为迎接中华人民共和国成立60周年，西长安街进行了大规模改造，东安福胡同北侧的建筑被全部拆除。随后在东安福胡同北侧至西长安街之间，兴建了一组办公楼，作为中共中央办公厅的办公用房之一。
原来的安福胡同内，有京剧界名家王玉蓉（女，旦角）、贾福堂（净角）、贾少棠（老生）、姚玉芙（旦角）的故居。现均已不存。 